# NGC 7619
NGC 7619 (другие обозначения — PGC 71121, UGC 12523, MCG 1-59-52, ZWG 406.73) — эллиптическая галактика (E) в созвездии Пегас.
Этот объект входит в число перечисленных в оригинальной редакции «Нового общего каталога».
В галактике вспыхнула сверхновая SN 1970J типа I. Её пиковая видимая звёздная величина составила 14,5.